# Sint-Amanduskerk (Iddergem)

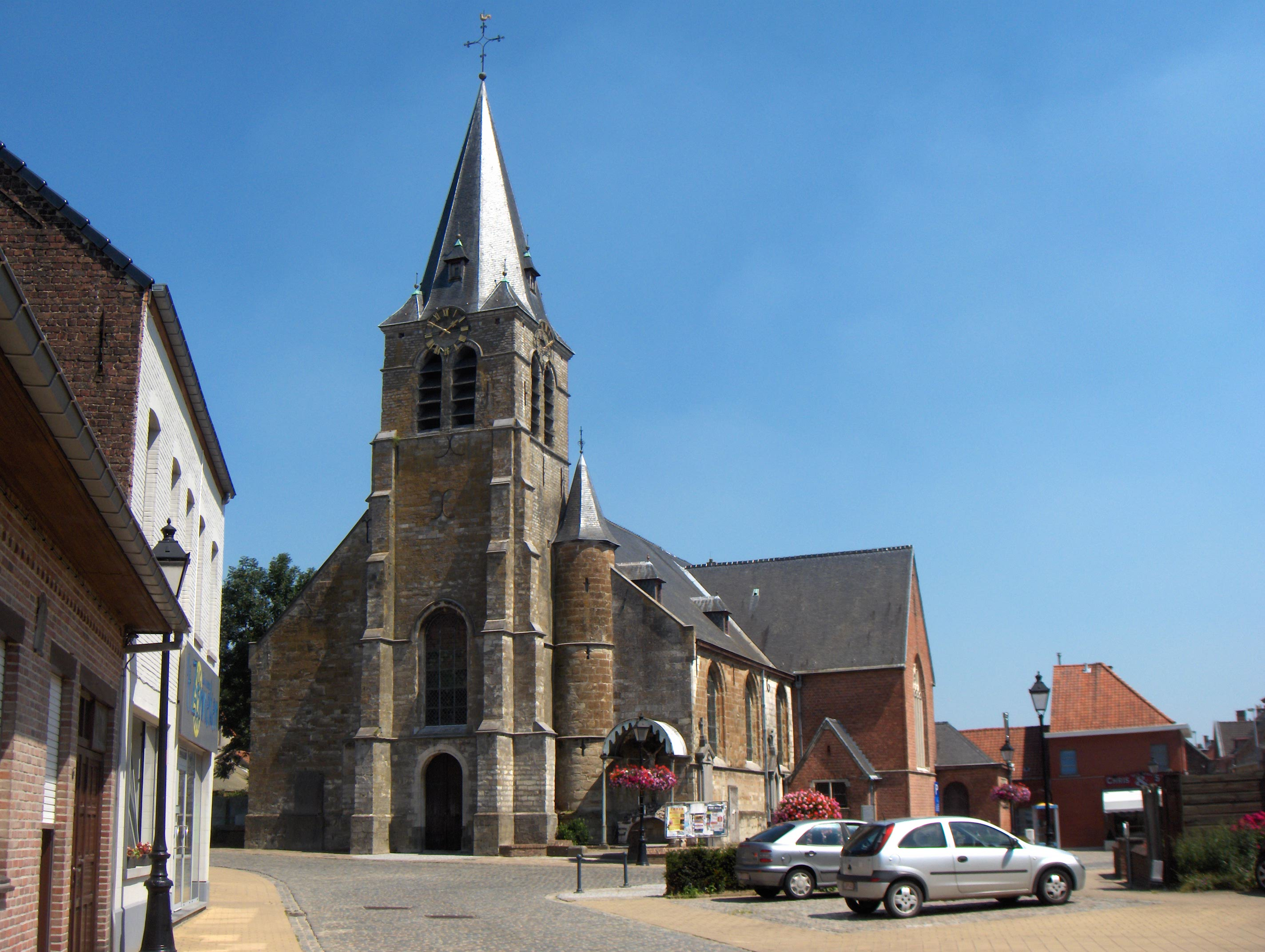
Sint-Amanduskerk

De Sint-Amanduskerk is de parochiekerk van de tot de Oost-Vlaamse gemeente Denderleeuw behorende plaats Iddergem, gelegen aan de Parochiestraat 118.

## Geschiedenis
Vanaf 1096 berustte het patronaatsrecht van de kerk bij de Sint-Adriaansabdij te Geraardsbergen. Van een laatgotisch kerkgebouw bleef de westtoren en een deel van de zuidelijke zijbeuk bewaard. De noordelijke zijbeuk werd in 1763 gebouwd en toen werd ook de zuidelijke zijbeuk aangepast. In 1894-1895 werden, onder leiding van Jules Goethals, verbouwings- en restauratiewerkzaamheden uitgevoerd. Ook in 1972 werd de kerk gerestaureerd.

## Gebouw

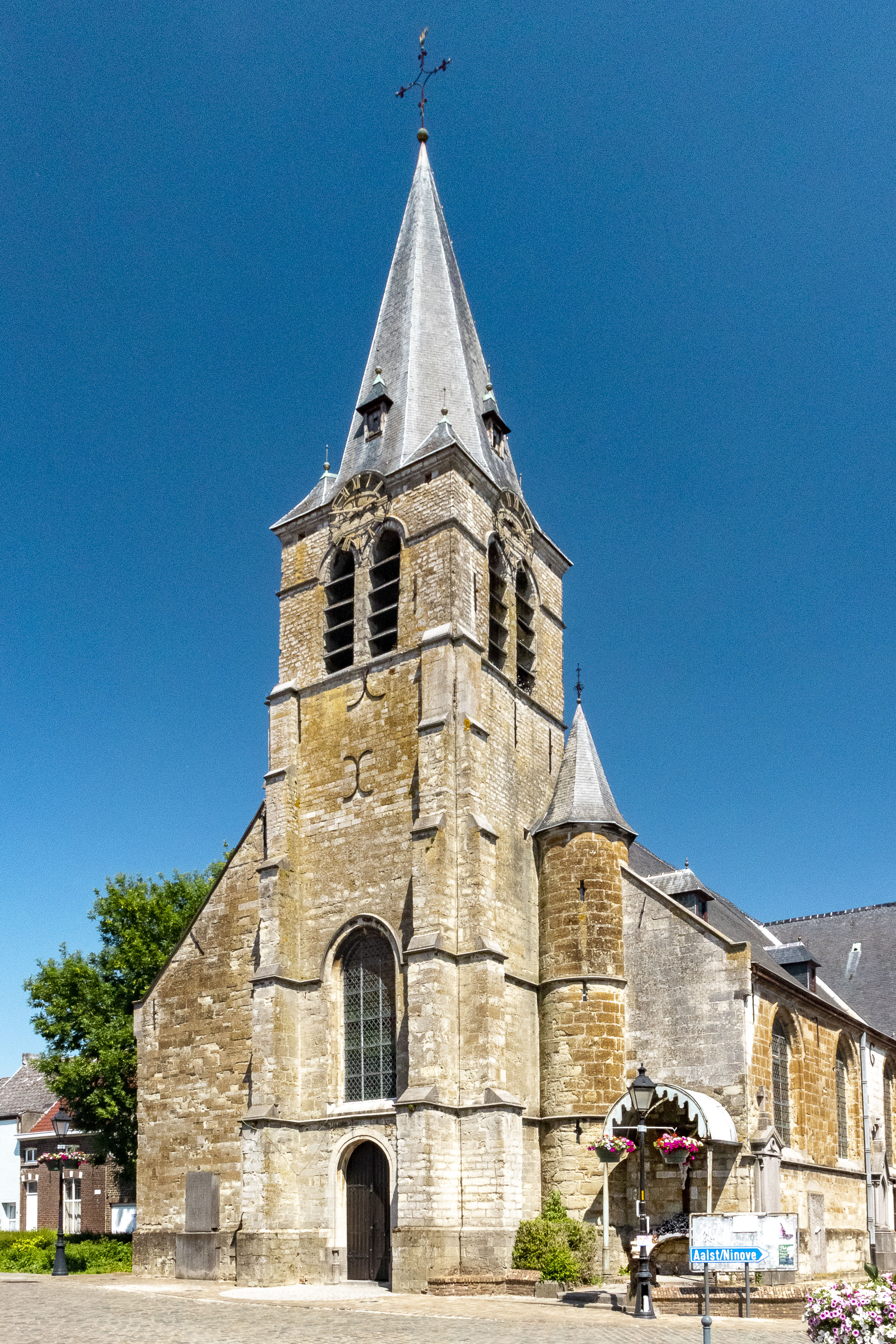
Westgevel van de kerk (foto: Rik Touchant)
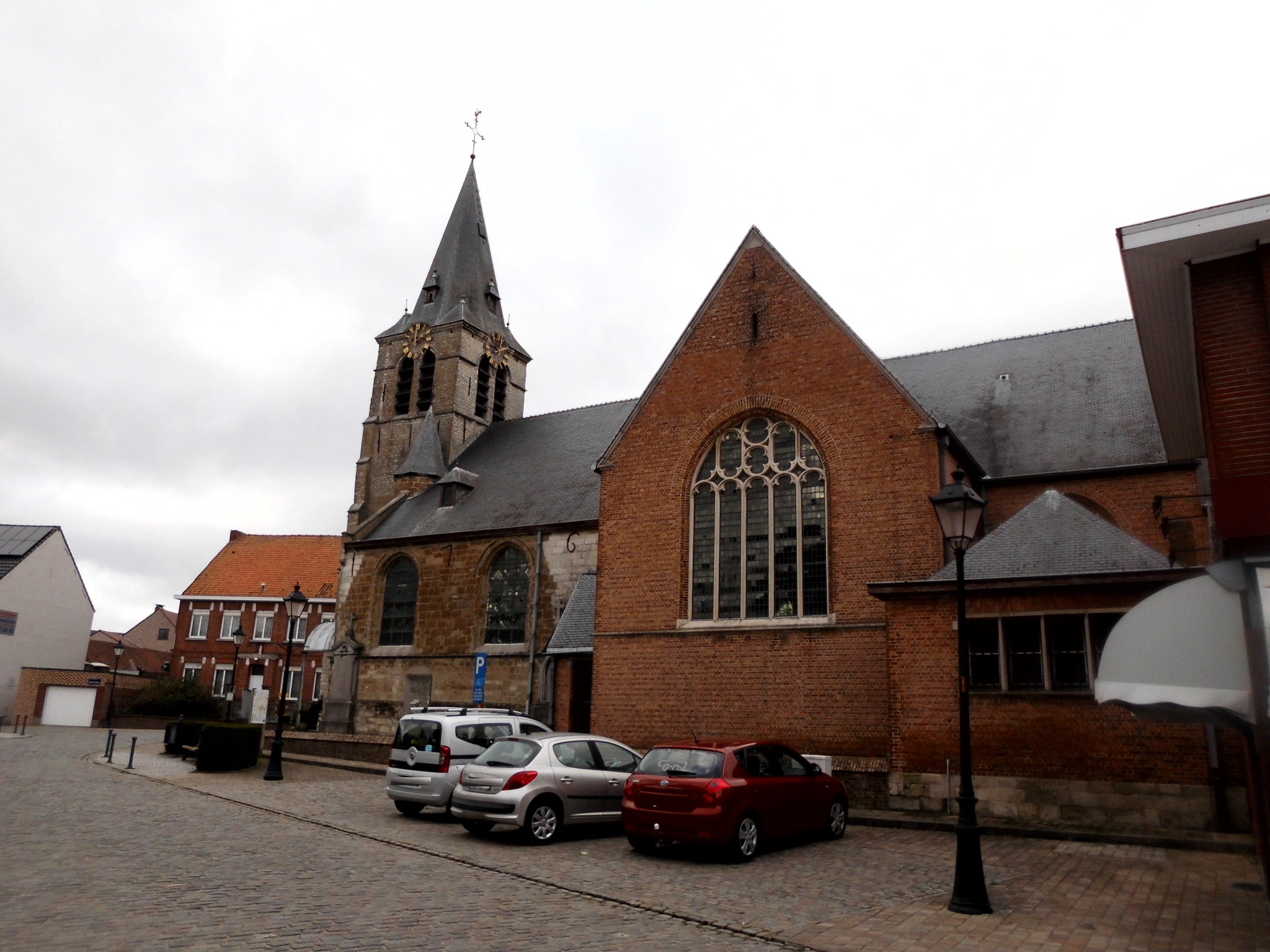
Zuidgevel

De westtoren heeft drie geledingen en is gebouwd in zandsteen. De zuidelijke beuk is eveneens in zandsteen terwijl de noordelijke zijbeuk in baksteen werd uitgevoerd. Het transept en het koor zijn neogotisch.

## Interieur
De lambrisering en de biechtstoelen zijn van 1776 en uitgevoerd in rococostijl. Het doksaal is 18e-eeuws.